# Pierre Jovanovic
Pour les articles homonymes, voir Jovanović.
Pierre Jovanovic, né le 3 janvier 1960 à Belgrade en Yougoslavie, est un essayiste, journaliste économique, éditeur et éditorialiste français, auteur d'essais historiques, théologiques, financiers et politiques,,. 
Il est également vidéaste web sur YouTube, animateur de la chaîne  Pierre Jovanovic - La revue de presse.

## Biographie
Pierre Jovanovic commente l'actualité politique et internationale via son blog et son compte Twitter, qui compte en 2020 près de 40 000 abonnés,.
En 2001, avec le journaliste du Quotidien de Paris Henri Tricot, il lance la maison d'édition française Le Jardin des Livres[réf. nécessaire]. Il travaille également sur la radio Ici et Maintenant !.
Le 6 mai 2025, son domicile est perquisitionné. Il est absent lors de l'opération.

### Diffusion de fausses nouvelles
Sur son compte Twitter, il a relayé en 2014 des soupçons de complot sur la tuerie au musée juif de Bruxelles, en l'interprétant comme une « super manip la veille du vote »,. 
Sur son blog, il a diffusé, début 2017, un avertissement sur le fait que l'Union européenne allait obliger tous les États à ne plus accepter l'argent liquide pour l'année 2018, information qui s'est révélée fausse, le texte cité n'étant qu'une analyse d'impact et non une décision contraignante.
En 2020, durant la pandémie de Covid-19, Jovanovic a relayé une rumeur selon laquelle « la France a tout fait pour que le coronavirus se répande le plus vite possible dans la population ». Il a été, selon 20 Minutes, l'écho des théories du complot sur la Covid-19, concernant le rôle de Bill Gates et de ses milliards dans l'épidémie (il l'accuse d'en être le seul manipulateur), mais également une théorie conspirationniste globale sur « l'incroyable implication du Mossad en collaboration avec Jeffrey Epstein, l'OMS, l'institut Rockefeller, l'Union européenne, Bain & Company et la raison pour laquelle les médias se sont violemment attaqués au professeur Didier Raoult ». L'ensemble de ces déclarations et le nombre de ses suiveurs sur Twitter le font classer par France Info en troisième position dans les « super propagateurs » de fausses informations, après Alain Soral et le catcheur Tom La Ruffa.

### Publications et prises de position
Dans son livre Notre-Dame de l'Apocalypse, il prend position dans l'affaire des secrets de Fátima. Pour lui, le troisième des secrets de Fatima, publié dans une conférence de presse en juin 2000 par le Vatican et expliquant que cette vision concerne l'attentat contre Jean-Paul II, est un faux.
Son livre Blythe Masters fait le portrait de la mathématicienne Blythe Masters travaillant chez J.P. Morgan & Co. qui a mis au point et largement diffusé le « credit default swap » (CDS) ; son contenu décrit fidèlement les mécanismes complexes des CDS selon le journal en ligne libéral Contrepoints.
Dans son ouvrage Adolf Hitler ou la vengeance de la planche à billets (2017), Jovanovic présente les facteurs économiques ayant permis l'arrivée au pouvoir d'Adolf Hitler, notamment la fabrication continue de monnaie (ayant mené à l'hyperinflation de la république de Weimar).

## Publications
Ouvrages
- Enquête sur l'existence des anges gardiens, Paris, Le Jardin des Livres, 2015, 645 p. ; rééd. 2004, J'ai lu, Paris, 619 p., 1re parution 1993, traduit dans ces pays : États-Unis (1995), Italie (1995), Espagne (1996), Portugal (1997), Brésil (1997), Mexique (2000), Pologne (2008) (ISBN 978-2-91456902-6)
- Le Prêtre du temps, Paris, Le Jardin des Livres, 2002, 320 p. (ISBN 978-2-91456907-1, 978-2-91456900-2 et 978-2-91456950-7)
- Biographie de l'Archange Gabriel, Paris, Le Jardin des Livres, 2003, 482 p. (ISBN 978-2-91456951-4)
- Enoch : Dialogues avec Dieu et les Anges (avec Anne-Marie Bruyant), Paris, Le Jardin des Livres, 2004, 306 p. (ISBN 978-2-91456910-1)
- L'Explorateur de l'Au-delà (avec Anne-Marie Bruyant), Paris, Le Jardin des Livres, 2005, 351 p. (ISBN 978-2-91456913-2)
- Le Livre des secrets d'Enoch (avec André Vaillant), Paris, Le Jardin des Livres, 2006  (ISBN 978-2-91456946-0), réédition 2015, 345 p.
- Le Mensonge Universel, Paris, Le Jardin des Livres, 2007, 251 p. (ISBN 978-2-91456977-4)
- 777 la chute du Vatican et de Wall Street selon saint Jean, Paris, Le Jardin des Livres, 2009, 314 p. (ISBN 978-2-91456988-0)
- Blythe Masters : La banquière de la JP Morgan à l'origine de la crise mondiale, Paris, Le Jardin des Livres, 2011 (ISBN 978-2-91456992-7), réédition 2013, 272 p.,  (ISBN 978-2914569927)
- Notre-Dame de l'Apocalypse ou le troisième secret de Fatima, Paris, Le Jardin des Livres, 2008, (ISBN 978-2-91456999-6) réédition 2014, 334 p.
- 666, Paris, Le Jardin des Livres, 2014, 380 p.
- Adolf Hitler ou la vengeance de la planche à billets, Paris, Le Jardin des Livres, 2017, 580 p.  (ISBN 978-2369990277)
- L'histoire de John Law, Paris, Le Jardin des Livres, 2016, 247 p.
- Le scandale De Litra, grand annonciateur de l'explosion des banques, Paris, Le Jardin des Livres, 2019, 223 p.,  (ISBN 978-2369990413)
- 888 : L'humour noir du Christ, Paris, Le Jardin des Livres, 2024.
- 2008, Paris, Le Jardin des Livres, 240 p., 2025  (ISBN 978-2914569873)

Préface
- Préface du livre de Pierre Picard, Photos des miracles de Notre-Dame de Fatima, Paris, Le Jardin des Livres, 199 p., 2009  (ISBN 978-2914569934)